# Calathea dilabens
Calathea dilabens är en strimbladsväxtart som beskrevs av Bengt Lennart Andersson och H.A.Kenn. Calathea dilabens ingår i släktet Calathea och familjen strimbladsväxter. Inga underarter finns listade.